# Mauro Pichini
Mauro Pichini (* 3. Juni 1978 in Ascensión, Buenos Aires; † 19. Mai 2012 bei Verónica, Argentinien) war ein argentinischer Autorennfahrer.

## Karriere
Mauro Pichini fuhr 2002 in der Klasse Turismo 4000 Argentino, von 2003 bis 2007 in der Klasse TC Pista, seit 2008 in der Klasse Turismo Carretera (TC Rufinense y el Roqueperense) mit einem Ford Falcon.
Er starb beim Absturz seines Flugzeuges in der Nähe von Verónica (Punta Indio).